# Tucanet cellagroc
El tucanet cellagroc (Aulacorhynchus huallagae) és una espècie d'ocell de la família dels ramfàstids (Ramphastidae) que habita la selva humida dels nord del Perú.

## Descripció
El tucanet cellagroc fa de 38 a 44 cm de llargada i pesa entre 250 i 280 grams. Els sexes són iguals. El seu plomatge és principalment verd, amb la gropa vermella i una banda blau cel vorejant la part inferior del pit. Es diferencia d'altres membres del seu gènere per tenir la base inferior de la cua i la zona perianal de color groc intens. La gola és blanca i la punta de la cua és de color castany vermellós. El seu bec és gris blavós amb una línia blanca envoltant la seva base.

## Distribució i hàbitat
El tucanet cellagroc té una distribució documentada molt petita al vessant oriental dels Andes del nord del Perú. Només es coneix d'una ubicació al sud del departament de l'Amazones, dues al departament de San Martín i una al nord-est del departament de La Libertad. Habita en boscos humits de muntanya, en altituds compreses entre els 2.000 i 2.600 metres.

## Estat
La UICN va avaluar originalment el tucanet cellagroc com a amenaçat, però des de l'any 2000 l'ha tractat en perill d'extinció. La principal amenaça és la conversió del seu hàbitat pel cultiu de coca, tot i que la major part de la desforestació de la regió s'ha produït a cotes més baixes.